# Iosif Epelboim
Iosif Epelboim (în rusă Иосиф Эпельбойм; n. 11 octombrie 1893, Hîncești, gubernia Basarabia, Imperiul Rus – d. 1962, Chișinău, RSS Moldovenească, URSS) a fost un evreu basarabean, rabin și figură publică basarabeană și sovietică.

## Biografie
S-a născut în târgul Hîncești din ținutul Chișinău, gubernia Basarabia (Imperiul Rus), în familia rabinului local Șmarie Epelboim (1871-1942) și soției sale Mariam Stolear (1875-1913). În copilărie, a fost bolnav de poliomielită, din care cauză a șchiopătat. A primit gradul de rabin (smihu) de la Leib Tsirelson la Chișinău și până în 1940 a lucrat ca secretarul lui personal.
În anii 1920-1930 a fost unul dintre liderii filialei din Chișinău a asociației evreiești ortodoxe Agudas Isroel, a fost implicat în organizarea asistenței refugiaților evrei din Ucraina. A participat la deschiderea în oraș a unei case comunitare pentru bătrâni și a primei școli religioase evreiești din Chișinău pentru fete din rețeaua Beis Yaakov. Din 1928 a publicat ziarul Di Vokh („Săptămâna”) în idiș, sub pseudonimul Iosef Schatz. În anii 1930, a publicat revista lunară Der shtyb-zhurnal („Jurnalul casnic”). A predat la gimnaziul religios Mogen Dovid al rabinului Tsirelson și elementele de bază ale iudaismului la gimnaziile românești ale orașului.
În 1938, a publicat tratatul educațional Pninei Hados („Perla credinței”), care a avut parte de mai multe reeditări în diferite țări în ultimele decenii. În timpul celui de-Al Doilea Război Mondial s-a aflat în evacuare. Din 1945 și până la sfârșitul vieții sale, a fost rabinul comunității evreiești din Chișinău, situat în singura sinagogă care a activat după război.
Nepotul său a fost matematicianul Idel Bronstein.